# 軋箏
軋箏，南方又稱作軋琴，是中國傳統弦樂器。其歷史悠久，據《舊唐書·音樂誌》載：“軋箏，以竹片潤其端而軋之。”宋代陈旸《乐书》记载：“唐有轧筝，以竹润其端而轧之，因取名焉。”形制與箏、瑟類似，為長方形共鳴箱，面板上張弦數根，用細長竹片擦弦以拉奏。
明代朱载堉《明·郑氏子瑟谱》中曰：“今官筝十五弦，而世多用十四弦者”。南宋时，轧筝一度易名“蓁”。宋元時期，軋箏為“七弦七柱”，顾瑛《玉山璞稿·斯歌二首》诗中曰：“锦筝弹尽鸳鸯曲，都在秋风十四弦”。隨著歷史變遷，至清代，形制無變化，唯弦數由7根增至9根。現代的軋箏經改良，以鋼絲為弦，共十一條，音域可達兩個八度以上。
另外，軋箏傳至朝鮮半島和越南後，逐漸演變為牙箏，進而融入韓文化和越文化。傳至琉球後則演變成提箏。在越南，這種樂器曾在順化宮廷雅樂中使用，但不再使用。